# Dogars
Els dogars (singular dogar, urdú: ڈوگر) és el nom d'una comunitat musulmana al Panjab (Pakistan). El nom dogar és també cognom a Turquia i Kurdistan i més rarament s'utilitza entre hindús o sikhs especialment a Haryana i Panjab (Índia). Un grup de dogars es van establir al districte de Bulandshahr a Uttar Pradesh on formen una petita minoria.